# Nagytőke
Nagytőke é um município da Hungria, situado no condado de Csongrád-Csanád. Tem 54,68 km² de área e sua população em 2019 foi estimada em 410 habitantes.